# Sthenelos
Sthenelos (latinsky Sthenelus) bylo v řecké mytologii jméno několika postav.

## Sthenelos – mykénský král
Byl syn hrdiny Persea a jeho manželky Andromedy. Oženil se s Nikippou.
Jeho jméno v mýtech však zvěčnil spíše jeho syn Eurystheus, který se z vůle bohyně Héry a jejími intrikami stal pánem hrdiny Hérakla. Ten si v jeho službách musel potupně odpracovat šest nadlidských úkolů. Za své chování k Héraklovi i jeho dětem si Eurystheus vysloužil odplatu Athénských i Héraklovy matky Alkmény, která mu vyškrábala oči a probodla ho dýkou.

## Sthenelos – syn Kapaneův
Tento Sthenelos byl syn krále Kapanea, který byl jedním z vůdců ve válce „sedmi proti Thébám“. On sám se zúčastnil trojské války ve vojsku argejského krále Dioméda, po jehož boku neohroženě a oddaně bojoval.

## Sthenelos – ligurský král
Byl otcem Faethontova přítele Kykna, kterého bohové proměnili v labuť pro jeho velký žal nad přítelovou smrtí. Stalo se to, když Faethón si vypůjčil nebeský vůz svého otce, boha Hélia, nezvládl jeho řízení a byl nejvyšším bohem Diem blesky sražen do moře.